# Toxomerus aurulentus
Toxomerus aurulentus är en tvåvingeart som först beskrevs av Samuel Wendell Williston  1887.  Toxomerus aurulentus ingår i släktet Toxomerus och familjen blomflugor. Inga underarter finns listade i Catalogue of Life.